# Tọa thiền

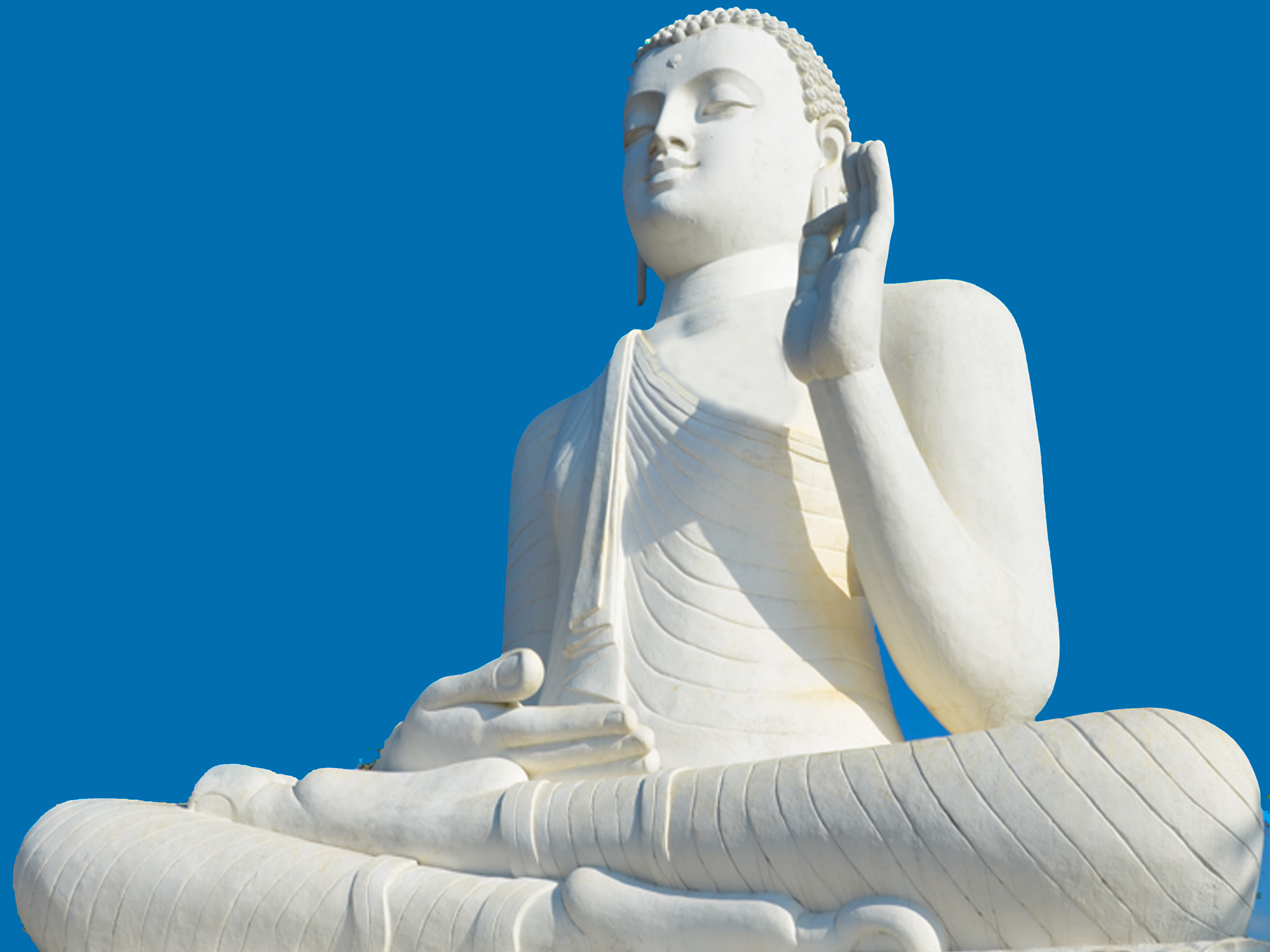
Bức tượng Phật trong tư thế tọa thiền

Tọa thiền (tiếng Trung: 坐禪/zuòchán, tiếng Nhật: zazen) nghĩa là ngồi thiền là phương pháp tu tập trực tiếp để đưa đến Giác ngộ. Mới đầu tọa thiền đòi hỏi thiền giả tập trung tâm trí lên một đối tượng (ví dụ một Mạn-đà-la hay linh ảnh một vị Bồ Tát), hay quán sát về một khái niệm trừu tượng (ví dụ như quán tính Vô thường hay lòng Từ bi). Sau đó tọa thiền đòi hỏi thiền giả phải thoát ra sự vướng mắc của tư tưởng, ảnh tượng, khái niệm vì mục đích của tọa thiền là tiến đến một tình trạng vô niệm, tỉnh giác, không dung chứa một nội dung nào. Sau một giai đoạn kiên trì trong vô niệm, hành giả sẽ bỗng nhiên trực ngộ thể tính của mình, đó là tính Không, cái "thể" của vạn vật.

## Ý nghĩa

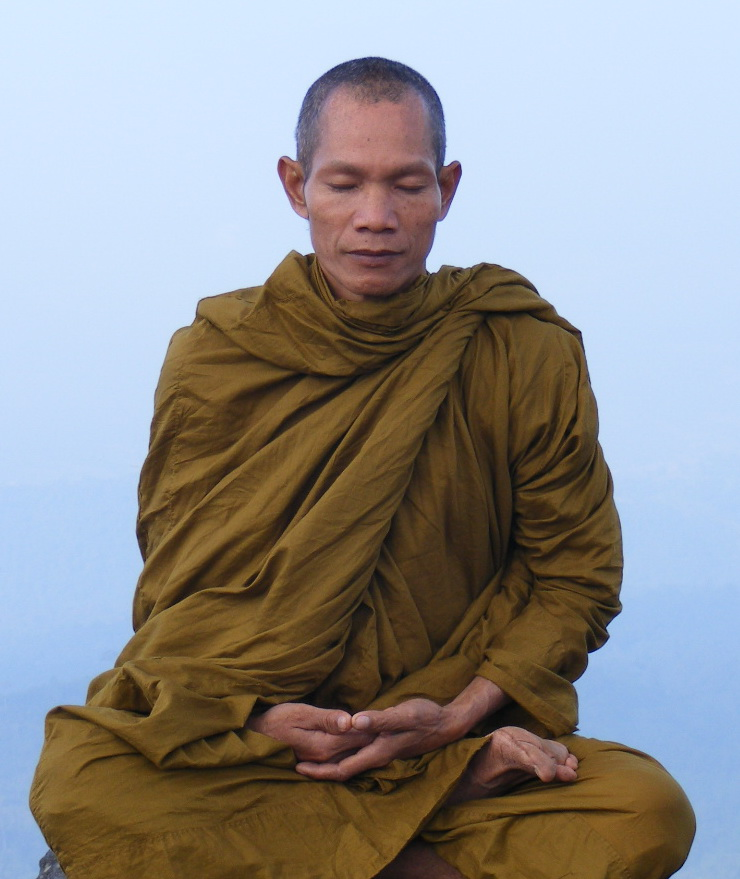
Một nhà sư ngồi tọa thiền trong tư thế liên hoa tọa

Trong một chừng mực nhất định, tọa thiền đối lập với cách thiền quán Công án vì công án là một đề tài nghịch lý, bắt thiền giả phải liên tục quán tưởng để đến một lúc nào đó bỗng chợt phát ngộ nhập. Trong các phái Thiền Trung Quốc và Nhật Bản, có phái nghiêng về công án (Khán thoại thiền), có phái nghiêng về tọa thiền (Mặc chiếu thiền). Như từ "thiền" cũng có nghĩa "trầm lắng", tọa thiền là "ngồi trong sự trầm lắng." Tọa thiền quan trọng đến mức có người cho rằng không có tọa thiền thì không có thiền. Thiền sư Nam Nhạc Hoài Nhượng có lần nói đại ý "không thể thành Phật bằng việc ngồi". Công án này có nhiều người hiểu sai, cho rằng Nam Nhạc chê bai việc "ngồi", vì con người vốn đã là Phật. Đã đành, Phật giáo Đại thừa cũng như Thiền tông đều cho rằng chúng sinh đã là Phật, nhưng Thiền cũng nhấn mạnh rằng, điều khác nhau là tin hiểu điều đó một cách lý thuyết hay đã trực ngộ điều đó. Kinh nghiệm trực ngộ đó chính là giác ngộ, mà hành trì tọa thiền là một phương pháp ưu việt.

## Nhận định
Như Tổ Thiền Trung Quốc Bồ-đề-đạt-ma đã ngồi chín năm quay mặt vào vách tại chùa Thiếu Lâm, phép tọa thiền là phép tu chủ yếu của Thiền và được mọi Thiền sư hành trì. Thiền sư Đạo Nguyên Hi Huyền cho rằng tọa thiền là "đường dẫn đến cửa giải thoát". Trong tác phẩm Bạch Ẩn Thiền sư tọa thiền hòa tán, Thiền sư Bạch Ẩn Huệ Hạc viết:
Lục tổ Huệ Năng giảng về Tọa thiền trong Pháp bảo đàn kinh: